# Lijst van schilderijen in het Centraal Museum/T
Lijst van schilderijen in het Centraal Museum met werken van schilders van wie de achternaam begint met de letter T. Vermeldingen in het grijs geven aan dat het werk geen deel meer uitmaakt van de collectie van het Centraal Museum, bijvoorbeeld omdat het in bruikleen gegeven is aan een andere instelling of omdat het teruggegeven is aan de bruikleengever.
| Inventarisnummer | Toeschrijving                     | Titel | Datering  | Afbeelding |
| ---------------- | --------------------------------- | --- | --------- | ---------- |
| 24689            | Elly Tamminga                     | Landschap Zuid-Duitsland | 1925      |            |
| 16255            | G.F. Teijssen                     | De molen De Kat | 1900-1909 |            |
| 31865            | Alain Teister                     | Zelfportret met goudvissen | 1947-1979 |            |
| 28986            | Yvan Theys                        | Water | 1973      |            |
| 28878            | Yvan Theys                        | Het verlangen I, de vogel | 1975      |            |
| 28888            | Yvan Theys                        | De verzoeking | 1977-1978 |            |
| 28923            | Yvan Theys                        | Monique in zwarte zetel | 1982      |            |
| 28937            | Yvan Theys                        | De liefdestuin | 1983      |            |
| 21851            | Willem Bastiaan Tholen            | Kootwijk | Ca. 1890  |            |
| 6945             | Willem Bastiaan Tholen            | Havengezicht te Enkhuizen met Dromedaris | 1898      |            |
| 6472             | Willem Bastiaan Tholen            | Landschap aan de Zuiderzee | Ca. 1900  |            |
| 21817            | Willem Bastiaan Tholen            | Waterpoort te Enkhuizen | 1912      |            |
| 7775             | Willem Bastiaan Tholen            | Zelfportret | 1914      |            |
| 21844            | Willem Bastiaan Tholen            | Schaatsenrijders op de vijver bij het Huis Ten Bosch | 1917      |            |
| 22006            | Willem Bastiaan Tholen            | Meisjesportret | Ca. 1920  |            |
| 12802            | Willem Bastiaan Tholen            | Portret van Mevr. W.E.E. Tholen-de Ranitz | 1923      |            |
| 29079            | Johan Tielens                     | Zonder titel (compositie) | Ca. 1915  |            |
| 27028            | Roel van Timmeren                 | Bruidsboeket nr. 5 | 1990      |            |
| 12220            | Johann Friedrich August Tischbein | Portret van Hendrik Gildemeester Zie Portretten van Hendrik Gildemeester en Albertina Frederika Cornelia van Gheel van Spanbroek                                 | 1793      |            |
| 12221            | Johann Friedrich August Tischbein | Portret van Albertina Frederika Cornelia van Gheel van Spanbroek Zie Portretten van Hendrik Gildemeester en Albertina Frederika Cornelia van Gheel van Spanbroek | 1793      |            |
| 22107            | Tobeen                            | Vase aux fleurs | Ca. 1920  |            |
| 22097            | Tobeen                            | Jeune fille à la fleur | Ca. 1920  |            |
| 22083            | Tobeen                            | Bouquet à l'eventail | Ca. 1920  |            |
| 22081            | Tobeen                            | Bouquet | Ca. 1920  |            |
| 21819            | Tobeen                            | Fleurs | Ca. 1920  |            |
| 22090            | Tobeen                            | La soupe | Ca. 1925  |            |
| 22089            | Tobeen                            | Fleurs | Ca. 1925  |            |
| 20769            | Nicolaes Jacobsz. Tol             | Godenbijeenkomst op de wolken | Ca. 1650  |            |
| 9242             | René P. Tonneyck                  | Gezicht op de Vismarkt te Utrecht na de verplaatsing van het afslagbruggetje in 1942                                                                             | 1942      |            |
| 28453            | Kristians Tonny                   | Surrealistisch landschap | 1927      |            |
| 28471            | Kristians Tonny                   | Zonder titel (Het visioen) | 1927      |            |
| 22680            | Kristians Tonny                   | Le cirque | 1929      |            |
| 13756            | Charley Toorop                    | Gezicht op Utrecht met bloeiende appelboom | 1917      |            |
| 13757            | Charley Toorop                    | Portret (mevr. A. Mulder-van de Graaf) | 1917      |            |
| 29299            | Charley Toorop                    | Herfst | 1919      |            |
| 29317            | Charley Toorop                    | Kermis in Schoorl | 1920      |            |
| 22043            | Charley Toorop                    | Klein meisje | 1920-1921 |            |
| 9942             | Charley Toorop                    | Portret van mevr. D. van Ravesteyn en haar drie kinderen | 1922      |            |
| 6791 a           | Charley Toorop                    | Boeren | 1930      |            |
| 22127            | Charley Toorop                    | Bistro | 1931      |            |
| 21811            | Charley Toorop                    | Landschap met korenschoven Zeeland | 1933      |            |
| 23237            | Charley Toorop                    | Boeket rozen | 1938      |            |
| 29132            | Charley Toorop                    | Stilleven met flessen, witte kannen en bladeren | 1940      |            |
| 21944            | Charley Toorop                    | Ridderspoor | 1941      |            |
| 21950            | Charley Toorop                    | Boeketje zomerbloemen | 1942      |            |
| 21780            | Charley Toorop                    | Bloeiende appelboom | 1945      |            |
| 10075            | Charley Toorop                    | Perenboom | 1946      |            |
| 22001            | Jan Toorop                        | Landschap tussen Noordwijk en Oegstgeest | Ca. 1888  |            |
| 6382             | Jan Toorop                        | De vissersvloot van Veere | 1907      |            |
| 6840             | Jan Toorop                        | Portret van prof. dr. J.H. Schrörs | 1911      |            |
| 28434            | Narcisse Tordoir                  | Zonder titel | 1982      |            |
| 28435            | Narcisse Tordoir                  | Zonder titel | 1982      |            |
| 27754            | Narcisse Tordoir                  | Zonder titel | 1993      |            |
| 28533            | Narcisse Tordoir                  | Zonder titel | 1997      |            |
| 21776            | Constant Troyon                   | Vaches et moutons au paysage | 1852      |            |
| 23845            | Karel Herman Jacob Johan Tukker   | Portret van Emil Alois Adam | 1955      |            |